# Mittweidaer FC 1899
Mittweidaer FC 1899 was een Duitse voetbalclub uit Mittweida.

## Geschiedenis
De club werd in 1899 opgericht. Vanaf 1908 speelde de club in de Zuidwest-Saksische competitie, waar ook stadsrivalen Mittweidaer BC en FC Germania speelden. De club werd meteen kampioen met twee punten voorsprong op Chemnitzer BC. Om een onbekend reden was het wel Chemnitz dat naar de Midden-Duitse eindronde mocht. Na een paar mindere plaatsen werd de club in 1913 vicekampioen achter FC Sturm Chemnitz. In 1914/15 werd de competitie niet voltooid wegens het uitbreken van de Eerste Wereldoorlog. Er werd wel een competitie gespeeld, waarvan de uitslagen niet meer bekend zijn, enkel dat Mittweidaer FC deze won. In 1916 werd de club kampioen, na de titelfinale te winnen tegen Teutonia Chemnitz en plaatste zich voor het eerst voor de Midden-Duitse eindronde. De club versloeg VfB Glauchau met 8-0, SpVgg 1899 Leipzig-Lindenau met 1-0 en verloor dan van FC Eintracht Leipzig met 7-0. In 1917 werd de club voorlaatste en trok zich terug uit de competitie na dit seizoen.
De club keerde terug in 1920. Intussen was de Zuidwest-Saksische competitie omgevoerd tot Kreisliga Mittelsachsen, vanaf 1923 Gauliga Mittelsachsen. De club eindigde vijf keer op rij laatste, maar enkel in 1925 betekende de laatste plaats ook dat de club moest degraderen. De club kon een laatste keer terugkeren in 1927/28, echter werd dit seizoen een complete ramp. De club verloor alle 18 wedstrijden en had een doelsaldo van 21:109. Hierna slaagde de club er niet meer in te promoveren. 
In 1933 werd de competitie geherstructureerd. De Midden-Duitse bond werd ontbonden en de vele competities werden vervangen door de Gauliga Mitte en Gauliga Sachsen. Er is niets bekend over de verdere resultaten van de club.
Na de Tweede Wereldoorlog werden alle Duitse voetbalclubs ontbonden. De club werd niet meer heropgericht. 

## Erelijst
Kampioen Zuidwest-Saksen
1909, 1915, 1916